# Sonia Oquendo
Sonia Elvira Oquendo de las Casas (Lima, 11 de enero de 1947) es una primera actriz, exmodelo, presentadora de televisión, diseñadora de moda y empresaria peruana. Es más conocida por ser presentadora del programa Triki Trak, y por sus varios roles antagónicos en telenovelas y series, entre ellos el rol de Lucrecia Moncada en Al fondo hay sitio.

## Biografía
Nacida el 11 de enero en Lima, su infancia la pasa en Tingo María. Estudia aviación comercial y llega a ser aeromoza.
A los 19 años se inicia como modelo; luego pasa a presentar noticias, convirtiéndose en la primera mujer en leer las noticias en la televisión peruana. 
En 1986, se casa con el presentador de televisión Luis Ángel Pinasco, con quien tiene 2 hijos: Johan y Chiara. De su primer matrimonio tiene una hija llamada: Karina Geigner Oquendo, actualmente ella radica en España.
En la década de los noventa participa en El ángel vengador: Calígula, Malicia, Obsesión, La noche, Escándalo, entre otras, encarnando a mujeres de alta sociedad y villanas.
En 1998, participa en Luz María junto a Christian Meier y Angie Cepeda, encarnando a una manipuladora aristócrata.
Además colaboró con Osvaldo Cattone en obras teatrales.
En el 2003, forma parte de Luciana y Nicolás con Ana de la Reguera y Martha Julia. A los dos años participa junto a su esposo, Luis Ángel Pinasco en Divorciados.
En el 2006, participa en la novela de Venevisión: Bellas y ambiciosas y luego en la serie peruana Esta sociedad. Al siguiente año, forma parte del elenco principal de Así es la vida.
En el 2011, regresa a la televisión con Ana Cristina, telenovela de ATV y a fin de año participa como antagonista en Corazón de fuego, telenovela de la misma casa productora.
El 31 de marzo de 2012, presenta el Homenaje al Festival de Ancón.
En el 2016, regresa a la televisión con Al fondo hay sitio. A los dos años, participa en De vuelta al barrio.

## Filmografía

### Televisión

#### Series y telenovelas
- De vuelta al barrio (2018) como Marcela De La Borda Izaguirre de Lewis Vda. de Guerra.
- Al fondo hay sitio (2016) como Lucrecia Moncada de Picasso Vda. de Gaviria.
- Corazón de fuego (2011–2012) como Rosaura Montenegro Arce.
- Ana Cristina (2011) como Regina Vda. de Aragón.
- Esta sociedad 2 (2008) como Amiga de Clemencia.
- Así es la vida (2007–2008) como María Esther Ponce de León.
- Esta sociedad (2006) como Amiga de Clemencia.
- Bellas y ambiciosas (2006).
- Decisiones (2006) como Varios Roles.
- Divorciados o Divorcia2 (2005) como Laura Div. de Martínez.
- Luciana y Nicolás (2003–2004) como Claudia Egúsquiza.
- Bésame Tonto (2003) como "Tosca".
- Soledad (2001–2002) como Laura Álvarez Calderón.
- Vidas prestadas (2000) como Joanna López de Valente.
- Luz María (1998–1999) como Graciela de Mendoza y Rivero.
- Cosas del amor (1998) como Alicia Lazcano.
- Escándalo (1997) como Teresa Dupont.
- La noche (1996) como Angela Markovich.
- Obsesión (1996) como Karen Ullmann.
- Malicia (1995) como Virginia Maúrtua.
- El ángel vengador: Calígula (1993–1994) como María Luisa "Marilú" de Gálvez.
- El Negociador (1993).

#### Programas
- Domingo al día (2021) como Invitada.
- TV Perú Noticias (2019) como Invitada (Secuencia: La entrevista).
- Día D (2019) como Invitada.
- Que fue de tu vida (2019) como Invitada.
- Historias de América (2015) como Invitada.
- Homenaje al Festival de Ancón (Documental) (2012) como Presentadora.
- Triki Trak (1986–1992) como Conductora.
- El Show de Rulito y Sonia (1981–1982) como Conductora.
- El Miss Perú 1980 (Edición Especial) (1980) como Presentadora.
- El Miss Perú 1978 (Edición Especial) (1978) como Presentadora.
- Telecuatro (1972–1976) como Presentadora.

### Cine
- Alfabetizando (Cortometraje) (1975) como Narradora (Voz).
- Cuando el cielo es azul (2005).
- Baño de Damas (2003) como Fabiana.

### Spots publicitarios
- Multi - Mart (1968).
- Mutual Perú (2008).

### Vídeos musicales
- Al fondo hay sitio (2016) (De Tommy Portugal) como Lucrecia Moncada.
- Las Lomas (2016) (De Juan Carlos Fernández) como Lucrecia Moncada.

## Radio
- Encuentros en la radio (2020) como Invitada.

## Literatura

### Revistas
- ¡Hola! Perú - Making Of (2016).

## Teatro
- Akaloradas (2013).
- En la cama (2008).
- Justo en lo Mejor de mi Vida (2005).
- Matrimonio.com (2003) como Susana.
- Los monólogos de la vagina (2001).
- Matrimonio... y algo más (2000).
- Cómo vivir sin un hombre y no morir en el intento (1998).
- Pijamas (1995).
- Brujas (1993).
- Chismes (1991)
- Vidas Privadas (1991).
- El último de los amantes ardientes (1989)

## Fotonovela
- Cita con el amor (1976)[5]

## Eventos

### Certámenes de belleza
- El Miss Perú 1978 (1978) como Presentadora.
- El Miss Perú 1980 (1980) como Presentadora.

### Otros
- Viejos amigos (Avant premiere) (2014) como Invitada.

## Premios y nominaciones
| Año  | Premio                            | Categoría              | Trabajo                      | Resultado   | Ref.  |
| ---- | --------------------------------- | ---------------------- | ---------------------------- | ----------- | ----- |
| 1986 | Premios Astro de Revista Teleguía | Mejor Animadora de TV  | Triki Trak                   | Ganadora    |       |
| 2005 | Premios Luces de El Comercio      | Mejor Actriz de Teatro | Justo en lo Mejor de mi vida | Desconocido | [ 6 ] |
| 2012 | Premios Luces de El Comercio      | Mejor Actriz de TV     | Corazón de fuego             | Nominada    |       |